# Kolportážní román
Kolportážní román je dílo vydávané v sešitech na pokračování. Obvykle je spojen s žánrem lidového románu a má podobu jednoduše psaných příběhů s barvitým, dobrodružným dějem, mnohdy také obsahuje nemravné milostné a kriminální scény. Jeho hrdiny bývají milenci, hrdinní vojáci, „strašliví“ zločinci, exotičtí cizinci a krásné panny. 
Pojem kolportážní román byl původně užíván jako urážka. Odvozen je od kolportáže, tj. formy distribuce sešitových románů. Zároveň je matoucí, protože vedle laciné lidové četby byla kolportážním způsobem šířena i velice kvalitní literatura.
Přestože jsou jednotlivé sešity slabé a obsahují pouze několik kapitol, bývalo celé dílo v konečném součtu značně rozsáhlé, s délkou sahající až ke dvěma tisícům stran. Kolportážní román je charakteristický zejména pro německé prostředí, kde se vyvinul v průběhu 19. století, ke skutečnému rozkvětu však došlo až v 70. letech 19. století. K nejznámějším autorům kolportážních románů patří Karel May.

## Známé kolportážní romány
- John Retcliffe: Nena Sahib oder die Empörung in Indien. Berlin 1858
- Otfrid Mylius: Neue Pariser Mysterien. Ein Sittengemälde aus dem 2. Kaiserreiche. Stuttgart 1862
- Hugo Sternberg: Graf Arnulf, der gefürchtete Bandit der Steppe. Dresden 1877–1878 (pověstný svými drastickými ilustracemi)
- Karel May: Waldröschen oder Die Rächerjagd rund um die Erde. Dresden 1882–1884 (nejslavnější kolportážní román 19. století)
- N. J. Anders: Kornblume und Veilchen oder „Unser Wilhelm“ und „unser Fritz“. Berlin 1888–1890 (se 4808 stranami nejdéle souvisle vydávaný román v němčině)
- Victor von Falk: Der Scharfrichter von Berlin. Berlin 1890 (nejdiskutovanější román 19. století)
- Robert Kraft: Atalanta oder die Geheimnisse des Sklavensees. Dresden 1911
- Walther Kabel: Der Goldschatz der Azoren. Berlin 1924 (nejznámější sci-fi kolportážní román)
- A. D’Ancona: Kleine Mutti. Frankfurt am Main 1958 (poslední kolportážní román s vysokým nákladem)